# 長島観光開発
長島観光開発株式会社（ながしまかんこうかいはつ、英: Nagashima Resort Co.Ltd.）は、三重県桑名市に本社を置く、「ナガシマリゾート」ブランドでレジャー施設を運営する企業である。

## 概要
長島町南端で天然ガス田調査をしていた大谷伊佐が1963年に大型の温泉源を発見し、同時期に中部経済連合会が長島町での開発を検討していた東海3県を主対象とした総合レクリエーションセンター計画と結びつく形で三重県開発公社や鉄道会社を始めとした地元財界を中心に32者の出資により設立。
- 設立：1963年（昭和38年）
- 本社所在地：三重県桑名市長島町浦安333
- 代表取締役会長：大谷僖美治
- 代表取締役社長：舟橋　純
- 資本金：12億円
- 売上高：248億円900万円（2019年（平成31年）2月度実績）
- 売上構成：遊園地・プール・温泉：37%、ホテル：35%、その他：28%
- 従業員：2000人
- 事業所：東京営業所、大阪営業所
- 大株主：（株主数50 / 2006年（平成18年）2月現在）1. 名古屋鉄道32万7千株、2. 近畿日本鉄道28万5千株、3. 大谷天然瓦斯25万3千株、4. 三井不動産16万株、5. 三重交通13万株、6. 松坂屋12万株、7. みずほ銀行10万株

## 沿革
- 1963年（昭和38年）
  - 11月30日 - 設立総会開催[3]
  - 12月7日 - 資本金3億円で会社設立[3]。
- 1964年（昭和39年）
  - 2月17日 - 長島温泉地鎮祭開催[3]。
  - 11月8日 - 長島温泉開業式開催[3]。
  - 11月11日 - グランスパー長島温泉本館の温泉営業を開始[3]。
  - 12月22日 - ホテルナガシマの営業を開始[3]。
- 1965年（昭和40年）11月6日 - 遊園地「ナガシマスパーランド」仮営業開始[3]。
- 1966年（昭和41年）3月19日 - ホテルナガシマ和風別館・ナガシマスパーランド本営業を開始[4]。
- 1970年（昭和45年）2月28日 - ホテルナガシマ第2別館（現・ガーデンホテルオリーブ）の営業を開始[5]。
- 1978年（昭和53年）
  - 7月 - ナガシマスパーランド内にてジャンボ海水プールの営業を開始[6]。
  - 10月 - 屋内アイススケート場の営業を開始[6]（1999年（平成11年）2月28日営業終了[7]）。
- 1988年（昭和63年）7月 - ホテル花水木の営業を開始。
- 1991年（平成3年）
  - 1月 - ホテル水郷をガーデンホテルオリーブに改称。
  - 7月 - ナガシマカントリークラブの営業を開始。
- 1993年（平成5年）2月 - 花水木別館の営業を開始。
- 1997年（平成9年）7月 - 関サービスエリアの営業を開始。
- 1998年（平成10年）7月 - なばなの里の営業を開始[8]。
- 2001年（平成13年）6月23日 - 新本社ビルを設置[7]。
- 2002年（平成14年）
  - 3月24日 - 湾岸長島パーキングエリア営業開始[9]。
  - 3月28日 - ジャズドリーム長島（運営はららぽーと）の営業を開始[9]。
  - 8月1日 - 湯あみの島、ホテルナガシマ新本館の営業を開始[10]。
- 2004年（平成16年）3月1日 - 長島温泉の施設総称を「ナガシマリゾート」に改称[11]。
- 2005年（平成17年）
  - 3月 - なばなの里花市場の営業を開始[12]。
- 2006年（平成18年）
  - 7月 - ジャズドリーム長島の第2期増床営業（1.43万平米）を開始[13]。ナガシマスパーランド内にて多目的ホール「ナガシマスパドーム」営業開始。
- 2007年（平成18年）
  - 11月 - ジャズドリーム長島の第3期増床営業を開始。
- 2011年（平成23年）
  - 9月 - ジャズドリーム長島の第4期増床営業を開始。
- 2017年（平成29年）
  - 9月 - ジャズドリーム長島の第5期増床営業を開始。

## 運営施設
- ナガシマスパーランド（遊園地）
- 湯あみの島（温泉施設）
- ホテル（ホテル花水木・ホテルオリーブ・ホテルナガシマ）
- なばなの里（公園）
- ナガシマファーム
- ナガシマカントリークラブ - 三重県いなべ市にあるゴルフ場。

## 関連会社
- 株式会社ジャニター長島観光
- 株式会社長島緑化
- 株式会社ナガシマゴルフ
- 株式会社長島レストランサービス
- 株式会社長島ピー・エー - 湾岸長島パーキングエリア（伊勢湾岸自動車道）の運営。
- 大谷天然瓦斯株式会社 - マンテンホテルの運営。